# Anatolij Pietrow (reżyser)
Anatolij Aleksejewicz Pietrow (ros. Анатолий Алексеевич Петров; ur. 15 września 1937, zm. 3 marca 2010) – radziecki reżyser i scenarzysta filmów animowanych oraz animator. Zasłużony Działacz Sztuk RFSRR (1989). 
Jako reżyser animacji zadebiutował w 1968 roku krótkometrażowym filmem rysunkowym Nauczyciel śpiewu (Учитель пения). Pochowany na Cmentarzu Dołgoprudnieńskim w Moskwie.

## Wybrana filmografia

### Reżyser
- 1968: Nauczyciel śpiewu
- 1977: Poligon

### Scenariusz
- 1978-1985: W ostatniej ławce
- 1983: Zamek kłamców

### Animator
- 1958: Piotruś i Czerwony Kapturek
- 1960: O wozie, co każde koło miał inne
- 1962: Historia pewnego przestępstwa
- 1963: Udziałowiec
- 1963: Milioner
- 1964: Niedźwiadek Toptuś
- 1965: Gorący kamień
- 1965: Wowka w Trzydziewiętnym Carstwie
- 1965: Wakacje Bonifacego
- 1966: Tu mieszkał Kozjawin
- 1966: Wspaniały stateczek
- 1968: Szklane organki
- 1969: Balerina na łodzi
- 1969: Czterej muzykanci z Bremy
- 1970: Powrót Karlsona
- 1972: Ave Maria
- 1972: Kaczorek-muzykant
- 1979: Żółty słoń